# NXP Semiconductors

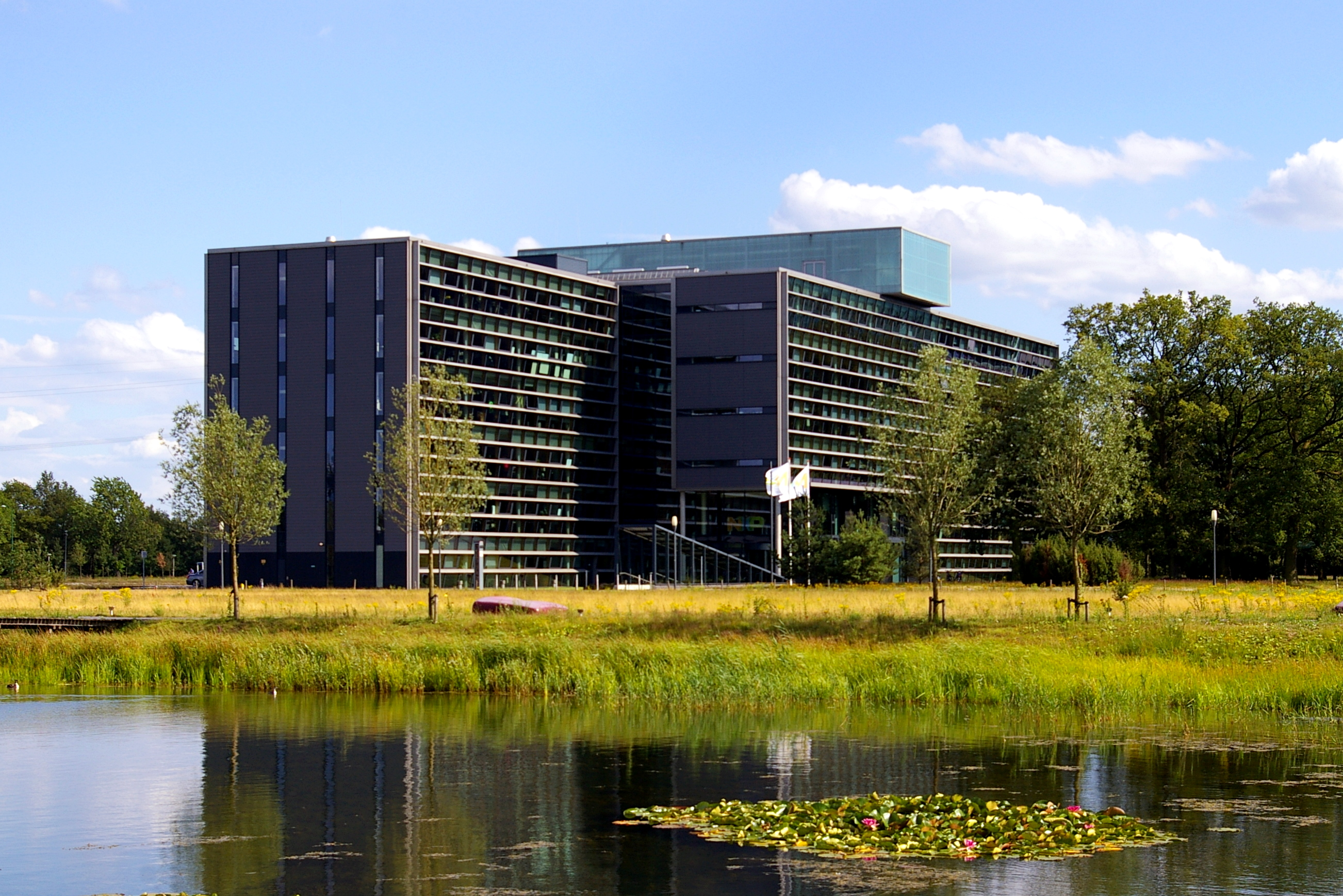
Hauptquartier in Eindhoven

NXP (für Next eXPerience) Semiconductors ist ein niederländischer Halbleiterhersteller.
NXP ist der im Jahr 2006 ausgegliederte Halbleiterbereich der Royal Philips. NXP bietet Halbleiter und Systemlösungen für den Automobilmarkt, für Fernseher, Set-Top-Boxen, Mobiltelefone sowie Sicherheitslösungen für Bankkarten, elektronische Ausweise, Reisepässe und Gesundheitskarten. Chips mit MIFARE-Technik werden in zahlreichen Verkehrssystemen und Veranstaltungszentren weltweit eingesetzt. Im Geschäftsjahr 2020 erzielte NXP einen Umsatz von 8,6 Milliarden US-Dollar. Das Betriebsergebnis betrug 418 Millionen US-Dollar, der Reingewinn 52 Millionen US-Dollar.

## Geschichte
NXP entstand aus Philips Semiconductors, der Halbleitersparte von Philips. Diese Sparte hatte Philips, basierend auf den eigenen, zunächst Radioröhren- und späteren Halbleiterfirmen wie Valvo (Deutschland), Mullard (Großbritannien) und der Integration zugekaufter Hersteller, ausgebaut: Signetics wurde 1975 gekauft, VLSI Technology kam 1999 dazu.
Am 29. September 2006 verkaufte der Philips-Konzern 80,1 Prozent seiner Halbleitersparte an ein Konsortium von privaten Beteiligungsgesellschaften, Philips selbst behielt 19,9 Prozent der Anteile. Das Konsortium bestand aus den Finanzinvestoren KKR, Bain Capital, Silver Lake, Apax und AlpInvest Partners. Die Neugründung wurde 2006 auf der Internationalen Funkausstellung Berlin von dem damaligen NXP-Vorstandsvorsitzenden Frans van Houten (später Vorstandsvorsitzender von Philips) bekanntgegeben.
Während der anschließenden Umorganisation brachte NXP im Jahr 2008 seinen Geschäftszweig „Mobile & Personal“ in ein Joint Venture mit STMicroelectronics mit dem Namen ST-NXP-Wireless ein. Im folgenden Jahr übernahm STMicroelectronics auch den verbliebenen 20-Prozent-Anteil von NXP und brachte ST-NXP-Wireless in ein erneutes Joint Venture ST-Ericsson mit der Sparte Ericsson Mobile Platforms (EMP) des schwedischen Unternehmens Ericsson ein.
Im Rahmen der Umorganisation wurden verschiedene Halbleiterfabriken geschlossen, im Jahr 2008 auch jene in Böblingen.
Am 31. Dezember 2008 gab Frans van Houten seinen sofortigen Rücktritt bekannt und verließ das Unternehmen noch am selben Tag. An seiner Stelle wurde Richard L. Clemmer eingesetzt, der früher schon für Agere und Texas Instruments und zuletzt für KKR aktiv war.
Nach Abschluss der Restrukturierung kündigte NXP im Frühjahr 2010 seinen geplanten Börsengang an, der am 6. August 2010 stattfand.
Am 2. März 2015 wurde bekanntgegeben, dass NXP Freescale Semiconductor übernehmen wird. Die Übernahme wurde sowohl in Aktien wie auch in bar vollzogen. Am 7. Dezember 2015 war der Vorgang abgeschlossen. Am neuen Unternehmen hielten die ehemaligen Freescale Aktionäre zu diesem Zeitpunkt circa ein Drittel.
Der Bereich für Standard-Halbleiter wurde im Sommer 2016 an ein staatlich kontrolliertes chinesisches Konsortium verkauft und erhielt den Namen Nexperia. Am 27. Oktober 2016 wurde bekannt, dass Qualcomm NXP komplett übernehmen möchte. Die Transaktion sollte bis Ende 2017 abgeschlossen sein.
Im Juni 2018 gab Qualcomm seine Übernahmebemühungen auf. Gleichzeitig kündigte Qualcomm den Start eines Aktienrückkaufprogramms mit einem Volumen von 30 Milliarden US-Dollar an.
Im September 2018 übernahm NXP mit Omniphy einen Anbieter von Ethernet-Subsystem-Technologien für den Automobil-Bereich.
Im Mai 2019 wurde bekannt, dass NXP von der Marvell Technology Group den Bereich für WLAN- und Bluetooth-Chips mit 500 Mitarbeitern übernimmt.
Das Unternehmen gehört zu den ersten Hauptmitgliedern der FIDO-Allianz, die den Industriestandard Universal Second Factor (U2F) für eine allgemein anwendbare Zwei-Faktor-Authentifizierung entwickelt hat.
2023 wurde bekannt, dass chinesische Hacker über SMS-basierte 2FA in das VPN von NXP eingedrungen waren und über zwei Jahre lang Geistiges Eigentum stehlen konnten.

## Hauptmärkte

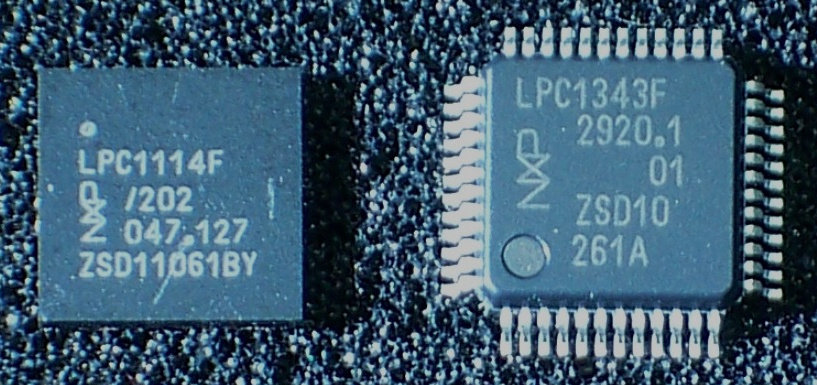
Halbleiterchips von NXP

NXP konzentriert sich auf Halbleiterprodukte und Systemlösungen für die folgenden Märkte:
- Automobil (Sicherheit, Komfort, Unterhaltung) – z. B. ABS-Sensoren, Funkschlüssel, elektronische Wegfahrsperre, Bordnetze, Autoradios, Infotainment-Systeme, Telematik; ca. 36 % des Umsatzes.[11]
- Identifikation – (Sicherheit und Logistik basierend auf RFID- und NFC-Technologie) – z. B. kontaktbehaftete und kontaktlose Bankkarten, elektronische Reisepässe, Ausweise, elektronische Einlass- und Fahrkarten, Nachverfolgung von Lagerbeständen, einschließlich  Standard-(Multimarket)-Mikrocontrollern; ca. 49 % des Umsatzes.[11]
- Standard-Halbleiter – diskrete Bauelemente, Standard-Logikbausteine und Interfaceprodukte für z. B. serielle Schnittstellen (UARTs) oder Bauteile mit I²C-Bus.[11]

## Aktivitäten in Deutschland
Der Hauptsitz von NXP in Deutschland ist in Hamburg-Lokstedt. Mit Produktion, Forschungs- und Entwicklungsaktivitäten sowie weltweiter Geschäftsverantwortung für drei von fünf Abteilungen (sogenannter Business Units für Automotive, Security&Connectivity und Standard Products) spielt der Standort Hamburg eine bedeutende Rolle innerhalb des Konzerns.
Die Fabrik für diskrete Halbleiter in Lokstedt, die mit einer Produktion von etwa 70 Milliarden einzelner Bausteine ungefähr ein Viertel aller weltweit verkauften Dioden und Transistoren herstellt, gehört heute zur ausgegliederten Nexperia. Weitere Standorte sind in Dresden (Forschung und Entwicklung) sowie Vertriebsniederlassungen in München und Stuttgart. Der Standort in Starnberg wurde 2006 (während Philips-Zeiten), ein anderer in Hausbruch Ende 2010 geschlossen. Die Mitarbeiterzahl der NXP Semiconductors Germany GmbH wurde inzwischen auf rund 1.200 fest angestellte Mitarbeiter reduziert (Stand: 2016).
Die Bundesregierung hat NXP als Hauptlieferanten der Sicherheitschips für die neuen Personalausweise beauftragt; aus Gründen der Liefersicherheit vergibt sie solche Aufträge in der Regel an mindestens zwei Hersteller. Neben dem neuen deutschen Personalausweis liefert NXP auch mehrheitlich die Sicherheitschips für den elektronischen Reisepass sowie für die elektronischen Fahrkarten des eTicket Deutschland.
Leiter der Geschäftsaktivitäten in Deutschland ist Lars Reger, der zugleich der Chief Technology Officer des gesamten Unternehmens NXP ist.

## Beteiligungen
NXP hält Beteiligungen an folgenden Unternehmen:
- Systems on Silicon Manufacturing Cooperation (SSMC), 61 %, Halbleiterfabrik in Singapur
- Advanced Semiconductor Manufacturing (ASMC), 27 %, Halbleiterfabrik in Shanghai[16]
- Jilin NXP Semiconductors, 60 %, Halbleiterfabrik in China
- Eine 40 %-Beteiligung am chinesischen Joint Venture Suzhou ASEN Semiconductors mit der taiwanischen Advanced Semiconductor Engineering (ASE) wurde 2018 an ASE verkauft.[17]
- Eine 10 %-Beteiligung an der European Semiconductor Manufacturing Company in Dresden.[18]